# Vámpírnaplók (1. évad)
Jelen szócikk a Vámpírnaplók című amerikai fantasty sorozat első évadjának adatlapja. Az évad 2009. szeptember 10. és 2010. május 25. között került adásba az Amerikai Egyesült Államokban. Magyarországon, országos televíziós csatornán (RTL Klub) 2010. június 25-én láthattuk először.
2009. február 6-án, a Variety bejelentette hogy Kevin Williamson és Julie Plec közreműködésével a The CW csatornán egy új sorozatot fognak vetíteni, nem mást mint a The Vampire Diaries-t. 2009. május 19-én a sorozat már hivatalosan is szerepelt a hamarosan debütálók között.
Az első részt eredetileg Vancouverben vették volna fel, de mégis áthelyezték Covingtone-ba és Monroe-ba, hogy minél jobban kihasználják a teret.
A pozitív kritikák miatt a tervezett 13 epizód helyett az az első évad 22 részt fog tartalmazni.
2009. október 21-én Williamson bejelentette, hogy a sorozat kevesebb energiát fog fordítani az iskolára és annál többet Mystic Falls-ra.
| Hivatalos epizódcím | Hivatalos premier    | Hivatalos magyar cím      | Hivatalos magyar premier | Epizód # |
| --- | -------------------- | ------------------------- | ------------------------ | -------- |
| Pilot | 2009. szeptember 10. | Hazatérés                 | 2010. június 25.         | 1x01     |
| Stefan, a vámpír visszatér gyermekkora színhelyére, Mystic Falls városába, ahol a helyi iskolában próbál új életet kezdeni. Megismerkedik Elenával, aki régi szerelmére emlékezteti, Időközben különös támadások történnek a város környékén, annak ellenére, hogy ő maga megfogadta, többé nem iszik emberi vért, a gyilkosságok hátterében bátyja, Damon áll.                    |                      |                           |                          |          |
| The Night of the Comet | 2009. szeptember 17. | Az elfelejtett éjszaka    | 2010. július 2.          | 1x02     |
| Vicet megtámadja vámpír kedvesének bátyja, Damon, de nem öli meg. Stefan ráhatással eléri ugyan, hogy a lány ne emlékezzen semmire, de Damon nem áll le, sőt minden eszközt bevet öccse meggyőzésére arról, hogy a tökéletes hatalomhoz emberi vérre van szüksége. Stefn azonban nem hajlandó több embert megölni.                                                                 |                      |                           |                          |          |
| Friday Night Bites | 2009. szeptember 24. | Péntek esti frász         | 2010. július 9.          | 1x03     |
| Damon egyre erőszakosabban próbál meg Elena közelébe férkőzni, de Stefan egy nyaklánc segítségével misztikus védelmet nyújt neki. Bonnie-nak látomásai vannak, és lassan elhiszi, hogy őseihez hasonlóan ő is boszorkány. Stefan bejátssza magát a futballcsapatba, ám a mérkőzés előtt Damon újra lecsap: megtámadja Tannert, a csapat edzőjét.                                   |                      |                           |                          |          |
| Family Ties | 2009. október 1.     | Áll a bál!                | 2010. július 16.         | 1x04     |
| A nyomozás lezárul, miután a város vezetése megerősíti, hogy állattámadások történtek. Mindenki az alapítói bálra készül, ahol a társalgás mellett régi ereklyéket is bemutatnak. Damon és Stefan is ott van. Elenát zavarja, hogy Stefan szinte semmit nem árul el magáról, míg Damon megkezdi szembefordító hadjáratát. Bonnie retteg frissen felfedezett képességeitől.         |                      |                           |                          |          |
| You're Undead to Me | 2009. október 8.     | Halhatatlan évek          | 2010. július 23.         | 1x05     |
| Stefant váratlanul felismeri egy idős férfi. Elena egy tévés segítségével megtalálja azt a régi esetet a televízió archívumában, amire az illető úr utalt. Ezek után követeli Stefantól, hogy fedje fel valódi kilétét. Közben Stefannak sikerül kivonnia a forgalomból Damont. Terve tökéletesnek tűnik, ám Damon, Caroline-t megigézve kijut fogságából.                         |                      |                           |                          |          |
| Lost Girls | 2009. október 16.    | Tékozló lányok            | 2010. július 30.         | 1x06     |
| Damon elkapja Vickyt és vámpírrá változtatja. Miután Elena megbizonyosodott arról, hogy Stefannal valami nagyon nincs rendben, a fiú mindent elmond a kilétéről, aminek hallatán Elena úgy dönt, megőrzi ugyan a titkát, de nem akar így együtt lenni vele. A városvezetés közben megindítja a vámpírok elleni titkos hajszát.                                                     |                      |                           |                          |          |
| Haunted | 2009. október 29.    | Elátkozva                 | 2010. augusztus 6.       | 1x07     |
| Stefan megpróbál segíteni Vickyn vámpírrá válása után. arra az útra terelné a lányt, amelyen ő halad: olyan élet felé, amellyel nem árthat az embereknek. A lány azonban nehéz eset, és nem tudja csillapítani új vágyát. Elenára támad, amiért Stefan megöli. Az eset miatt Jeremy kiborul, ezért Elena arra kéri Damont, hogy vegye el az emlékeit.                              |                      |                           |                          |          |
| 162 Candles | 2009. november 5.    | 162 gyertya               | 2010. augusztus 13.      | 1x08     |
| Stefant meglátogatja egy régi barátja, hogy a születésnapján meglepje. A meglepetésben Elena is részesül, mikor meglátja Stefan házában flangálni. Damon tovább csiszolja fondorlatos tervét, s hogy a helyiek ne rájuk gyanakodjanak, újabb gyilkosságát Lexire hárítja, akit aztán meg is öl. Stefan úgy dönt, végérvényesen rendezi a számlát Damonnal.                         |                      |                           |                          |          |
| History Repeating | 2009. november 12.   | A múlt kísértetei         | 2010. augusztus 27.      | 1x09     |
| Damon megfélemlítéssel próbálja visszaszerezni a nyakláncot Bonnie-tól, akit régi őse kísért.Barátnje rettegése láttán Elena Stefanhoz fordul segítségért, aki egy görbe este során kiszedi testvéréből a szörnyű igazságot a nyakláncról. Damon a kő segítségével akarja életre kelteni egykori szerelmét, akiről kiderül, hogy nem halt meg.                                     |                      |                           |                          |          |
| The Turning Point | 2009. november 19.   | Fordulópont               | 2010. szeptember 3.      | 1x10     |
| Logan visszatérésével újabb gyilkosság történik a városban, ezért Stefan úgy dönt, mágsem áll tovább. Damonnal nyomába erednek a férfinak, ám az foglyul ejti Damont. Alaric, az új történelemtanár is összeszűri a levet Logannel, és hamarosan hidegre teszi őt. A történtek ellenére Stefan továbbra sem akar együtt maradni Elenával.                                          |                      |                           |                          |          |
| Bloodlines | 2010. január 21.     | Vérvonal                  | 2010. szeptember 10.     | 1x11     |
| Elena balesetet szenved, de Damon a közelben van és segít rajta. Magával viszi Georgiába, felkeresnek egy boszorkányt, aki elmondja a férfinak, hogy a templom alatt lévő sírhoz nem tud hozzáférni, amíg nem töri meg Emily átkát. Stefan elmondja Elenának, hogy ő mentette meg a lányt, amikor az a szüleivel és az autójukkal a folyóban zuhant.                               |                      |                           |                          |          |
| Unpleasantville | 2010. január 28.     | Jövevények                | 2010. szeptember 17.     | 1x12     |
| Újabb vámpírok érkeznek a városba. Stefan és Damon számára egyre világosabbbá válik, hogy társaik is Katherine újraélesztésén fáradoznak. Ehhez viszont Emily átkát kellene megtörni a megfelelő varázsigével, amit Elena egyik leszármazottja jegyzett fel egy naplóba. Stefan látszólag lepaktál Damonnal, és megígéri, hogy segít lejutni a sírhelyhez.                         |                      |                           |                          |          |
| Children of the Damned | 2010. február 4.     | Az átok                   | 2010. szeptember 24.     | 1x13     |
| Damon és Stefan felfedezik Annát, aki több, mint száz éve bujkál előlük. Kiderül, hogy Anna is Jonathan Gilbert naplóját akarja megszerezni. Bonnie a szerelmes csókból rájön, hogy a csapos fiú is vámpír, aki kimondottan rá vadászik. Alaric bevallja Stefannak, hogy Damon miatt jött Mystic Fallsba és szeretné végre megtudni, hogy mit tett a feleségével.                  |                      |                           |                          |          |
| Fool Me Once | 2010. február 11.    | Ébredések                 | 2010. október 1.         | 1x14     |
| Anna ráeszi Damont, hogy dolgozzanak együtt a vámpírok felélesztésében. Az átok megtöréséhez a két boszorkányt, Bonnie-t és nagymamáját kényszerítik, akik fel is tárják a templom romjai alatt lévő sírhelyet. Damon nem találja Katherine-t, Anna viszont sikeresen újraéleszti az édesanyját. Ám a vér, amit Damon Katherine-nek vitt volna, több vámpírt is visszahoz.         |                      |                           |                          |          |
| A Few Good Men | 2010. március 25.    | Anya csak egy van         | 2010. október 8.         | 1x15     |
| Miután felnyitották a vámpírok sírhelyét, és Katherine-t nem találták ott, elena azn fáradozik, hogy kiderítse, ki lehet az édesanyja, és talál is nyomot, amelyen elindulhat. Felkeresi vélt anyja egyik régi barátnőjét, aki el is mondja neki, hogy Isobel valóban terhes volt, ám a terhessége miatt el kellett szöknie.                                                       |                      |                           |                          |          |
| There Goes the Neighborhood | 2010. április 1.     | Jószomszédi iszony        | 2010. október 15.        | 1x16     |
| A kriptából kiszabadult vámpírok egyelőre rejtőzködve élnek Mystic Fallsban, és úgy készülnek tervük megvalósítására, hogy visszafoglalják jogosnak vélt otthonaikat. Jeremy rájön, hogy Anna is közéjük tartozik. Matt, Caroline és Stefanék páros randit szerveznek, ám az rossz véget ér, miután Matt anyja összeszűri a levet Damonnal.                                        |                      |                           |                          |          |
| Let the Right One In | 2010. április 8.     | A véremet adom érted      | 2010. október 22.        | 1x17     |
| A kiszabadult vámpírok foglyul ejtik és megkínozzák Stefant. Kiszabadításához Damon és Elena Alaric segítségét kéri. Az akció során Elena a vérét adja Stefannak, és ezzel megmenti az életét. Jeremy noszogatja Annát, változtassa át vámpírrá. Alány már-már ráállna, ám megtalálják Vicky holttestét, és Anna rájön, hogy a fiú leginkább miatta akart vámpír lenni.            |                      |                           |                          |          |
| Under Control | 2010. április 15.    | Új ellenfél               | 2010. október 29.        | 1x18     |
| Stefan szinte mindig az emberi vérre gondol, és noha Elena mindenben megpróbál segíteni, nem tud ellenállni a kísértésnek. A városban ezalatt megjelenik John Gilbert, Elena apjának testvére. beszámol arról, hogy a szomszédos megyében több vérbankot is kifosztottak és rejtélyes eltűnések voltak. Damon hamar "kezelésbe" veszi az urat.                                     |                      |                           |                          |          |
| Miss Mystic Falls | 2010. április 22.    | Szépségek és szörnyetegek | 2010. november 5.        | 1x19     |
| A kisváros szépségversenyre készül. Stefan, noha állítja, hogy teljesen rendbe jött, újra elveszíti a fejét és megtámadja az egyik lányt. Elena meglepő lépésre szánja el magát, elkábítja a fiút és Damonnal együtt bezárja a házuk pincéjébe. Pearl egy tárggyal próbálja kiengesztelni Damont, amelyet hajdan Jonathan Gilbert alkotott és amire John Gilbertnek is fáj a foga. |                      |                           |                          |          |
| Blood Brothers | 2010. április 29.    | Vértestvérek              | 2010. november 12.       | 1x20     |
| Damon és Alaric egy cím alapján Isobel nyomára bukkan. a helyszínen csak egy fiatal vámpír találnak, akit John Gilbert bízott meg a kémkedéssel. Stefan továbbra is a pincében raboskodik és próbál megbékélni bűntudatával. Már a halált fontolgatja, amikor Elena erőt önt belé. Pearl és Anna úgy dönt, hogy elhagyják a várost, mert nincsenek biztonságban.                   |                      |                           |                          |          |
| Isobel | 2010. május 6.       | Isobel megjelenik         | 2010. november 19.       | 1x21     |
| Isobel megkéri volt férjét, hogy hozzon össze egy találkozót a lányával, akivel nagyon ellenségesen viselkedik. Megfenyegeti, hogyha nem szerzi meg Damontól Jonathan Gilbert találmányát, végez a szeretteivel. Elena meggyőzi Damont, hogy adja át neki a szerkezetet, de előtte Bonnie vegye le róla az átkot. Nem is sejti, hogy Bonnie nem hatástalanította.                  |                      |                           |                          |          |
| Founder's Day | 2010. május 13.      | Alapítók napja            | 2010. november 26.       | 1x22     |
| Az alapításnapi parádéra készül a város. A kripta vámpírjai ekkorra terveznek támadást a lakók ellen. Ám egy besúgónak köszönhetően a titkos tanács fel tud készülni. A vámpírok Gilbert szerkezetétől erejüket vesztik, így begyűjtik őket, hogy elődeikhez hasonlóan elégessék a vérszívókat. Damon és Stefan Bonnie segítségével megmenekül, Anna viszont meghal.               |                      |                           |                          |          |

## Szereplők
Elena Gilbert, Stefan Salvatore, Damon Salvatore, Caroline Forbes, Bonnie Bennett, Jeremy Gilbert.